# Torre Sucharev
La torre Sucharev (in russo Сухарева башня?) era uno dei più noti simboli di Mosca fino alla sua demolizione, da parte delle autorità sovietiche, nel 1934 per costruire l'anello dei giardini. Era stata costruita nello stile Barocco moscovita all'incrocio della cintura dei giardini con via Sretenka nel periodo 1692-1701.
Lo zar Pietro il Grande ordinò la costruzione della torre per commemorare il suo trionfo su sua sorella Sofia. Le venne dato il nome in onore di L. P. Sucharev il cui reggimento aveva sostenuto Pietro. La torre in mattoni, venne costruita tra il 1692 e il 1701 sotto la direzione dell'architetto Michail Ivanovič Čoglokov. Non era una fortezza ma piuttosto una porta cerimoniale in città. 
Il piano terra era costituito da un arco di ingresso/uscita dalla città. Il piano superiore era utilizzato come sede del corpo di guardia. In origine si trattava di una caserma per il reggimento di Strelcy di Sucharev, ma gli Strelcy vennero sciolti alla fine del XVII secolo. Il terzo piano ospitava la Scuola di matematica e navigazione di Mosca. La scuola era parte del grande piano di Pietro per introdurre l'istruzione occidentale in Russia. Qualche ritocco venne fatto nel 1701 da Čoglokov. All'ultimo piano, il conte Jakov Bruce, aveva costruito il suo osservatorio astronomico, il primo in Russia. In cima alla torre vi era un orologio e lo stemma dell'impero. "Un'attrazione tipicamente moscovita, un'ampia scala esterna portava ad una galleria, al primo piano, che circondava l'edificio."

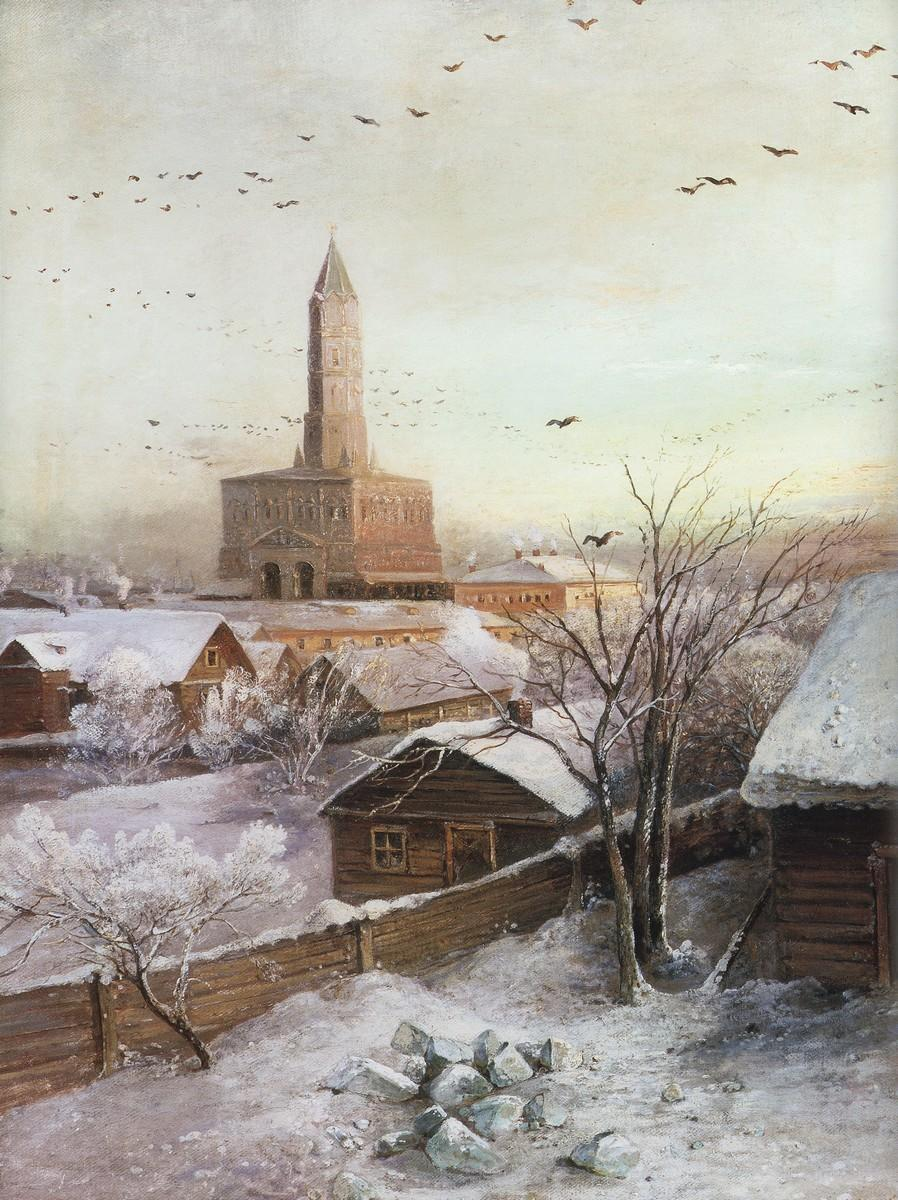
La torre Sucharev in un dipinto di Savrasov.

Caterina la Grande consentì ai mercanti moscoviti di usare la torre come sede di negozi e magazzini.
La stessa imperatrice Caterina ordinò la costruzione di un sistema di approvvigionamento idrico integrato, dal villaggio di Mytišči a Mosca. L'acquedotto Mytišči venne costruito tra il 1779 e il 1804 e terminava nei pressi della torre Sucharev, per l'erogazione dell'acqua al monumento. Tra il 1826 e il 1835 l'ingegnere capo Nikolai Ivanovich Yanisch provvide alla ristrutturazione e ampliamento dell'acquedotto. In quell'epoca due motori a vapore pompavano l'acqua in una cisterna di ferro, costruita al secondo piano della torre, per migliorare la pressione di mandata. Delle tubazioni portavano l'acqua a delle fontane. Una di queste, chiamata Šeremetev, era collocata nella piazza Sucharev, vicina alla torre.
Un grande mercato, chiamato Sucharevka, venne allestito nel XIX secolo attorno alla torre. Nel 1921 il governo sovietico trasformò la torre nel Museo municipale di Mosca, che successivamente venne denominato Museo della città di Mosca e nel 1925 chiuse il mercato delle pulci. Si dice che Lenin ritenesse il mercato un "terreno fertile per la speculazione."
"La sposa del campanile di Ivan il Grande" (come i moscoviti chiamavano la torre) venne demolita nel 1934 per ordine di Lazar Kaganovič, segretario del comitato cittadino di Mosca, durante la ricostruzione della città ordinata da Iosif Stalin. Si diceva che la torre bloccasse il traffico dell'anello dei giardini. Di tanto in tanto si dice che le autorità di Mosca abbiano deciso di ripristinarla, ma non c'è mai stata conferma ufficiale di queste informazioni.